# Josje Huisman
Josina « Josje » Huisman, née le 16 février 1986 à Heusden) est une chanteuse, danseuse, actrice et présentatrice néerlandaise.
Elle est principalement connue comme étant la (deuxième) blonde du groupe K3, de 2009 à 2016. 

## Biographie
Fille d'un pasteur, Josina Cornelia Huisman a grandi à Steenwijkerwold. Quand elle avait 14 ans, la famille déménage à Meppel, où ses parents vivent toujours. Elle a pris des leçons de ballets à Steenwijk.
En 2008, elle est diplômée de l'Académie de danse Lucia Marthas de Groningen, après quoi elle était danseuse de fond dans les concerts du groupe de schlager néerlandais De Toppers à l'Amsterdam ArenA.
Elle a vécu jusqu'en mars 2009 à Amsterdam où elle a suivi une formation musicale jusqu'à devenir le nouveau membre du groupe K3. Elle déménage en Belgique, à Anvers, pour se rapprocher de ses collègues du groupe Karen Damen et Kristel Verbeke et aussi du siège du Studio 100.

## Carrière
Sa carrière en tant que chanteuse a commencé après avoir remporté le concours de jeunes talents K2 Zoekt K3, qui a été diffusé à l'automne 2009 à la télévision belge néerlandophone. Après le départ du groupe de Kathleen Aerts, Karen Damen et Kristel Verbeke recherchent d'un nouveau membre.
La finale a eu lieu le 3 octobre 2009. Le 18 mars, ici à 2015 K3 a annoncé lors d'une conférence de presse qu'ils allaient arrêter dans la composition Verbeke - Damen- Huisman . Jusqu'au printemps 2016, elle se produira avec K3 (avec Kristel Verbeke et Karen Damen).

## Vie privée
En avril 2012, il a été annoncé que Josje avait une relation avec Gert Verhulst. Cette relation a beaucoup attiré l'attention des médias, en partie parce que Gert Verhulst avait déjà une relation avec Karen Damen, également chanteuse du groupe K3. 
En juin de la même année le couple se sépare. Peu de temps après Huisman était avec l'acteur/présentateur néerlandais Johnny de Mol. Cette relation pris fin mi-2013.
De novembre 2013 à janvier 2015, Josje Huisman connait une relation avec l'acteur Kevin Janssens.

## Discographie
Albums studio avec K3
- 2009: MaMaSé!
- 2011: Alice in Wonderland
- 2011: Eyo!
- 2011: Engeltjes
- 2013: Loko Le

## Filmographie
| Télévision   | Télévision       | Télévision                 | Télévision                                             |
| Année        | Titre            | Rôle                       | Notes                                                  |
| ------------ | ---------------- | -------------------------- | ------------------------------------------------------ |
| 2009         | K2 Zoekt K3      | Elle-même                  | Gagnante de la recherche pour le nouveau membre des K3 |
| 2009         | De Wereld van K3 | Hôte                       | Talk-show, 2009–présent                                |
| 2010–présent | Hallo K3!        | Elle-même, rôle principale | Sitcom, début d'actrice                                |
| 2012         | K3 Bengeltjes'   | Elle-même, rôle principale | film, bande-annonce de la sitcom, début au cinéma.     |